# Snes Station
Snes Station es un emulador capaz de emular el Super Nintendo en una PlayStation 2.
Aún se encuentra en fase de pruebas, pero se cree que si su desarrollo continúa logrará emular la mayoría de juegos de SNES. El Snes Station fue creado por Hiryu en 2001, quien hasta ahora ha creado ya varios emuladores para la consola PS2, como Pgen (emulador de Sega Genesis).
El emulador está basado en Snes9x, un buen emulador que soporta la mayoría de roms comerciales. 
El Snes Station permite la traducción de juegos,además admite nombres de hasta 32 caracteres y tiene opciones para cambiar la posición de la pantalla y cargar/guardar estados. Sin embargo, aunque es compatible con muchos juegos, con frecuencia experimenta problemas de sonido y en ocasiones baja el fps. además tiene compatibilidad con el Multitap si se es conectado en la segunda ranura.
Actualmente existen pocas versiones, y su desarrollo está descontinuado.
.